# 华星光电

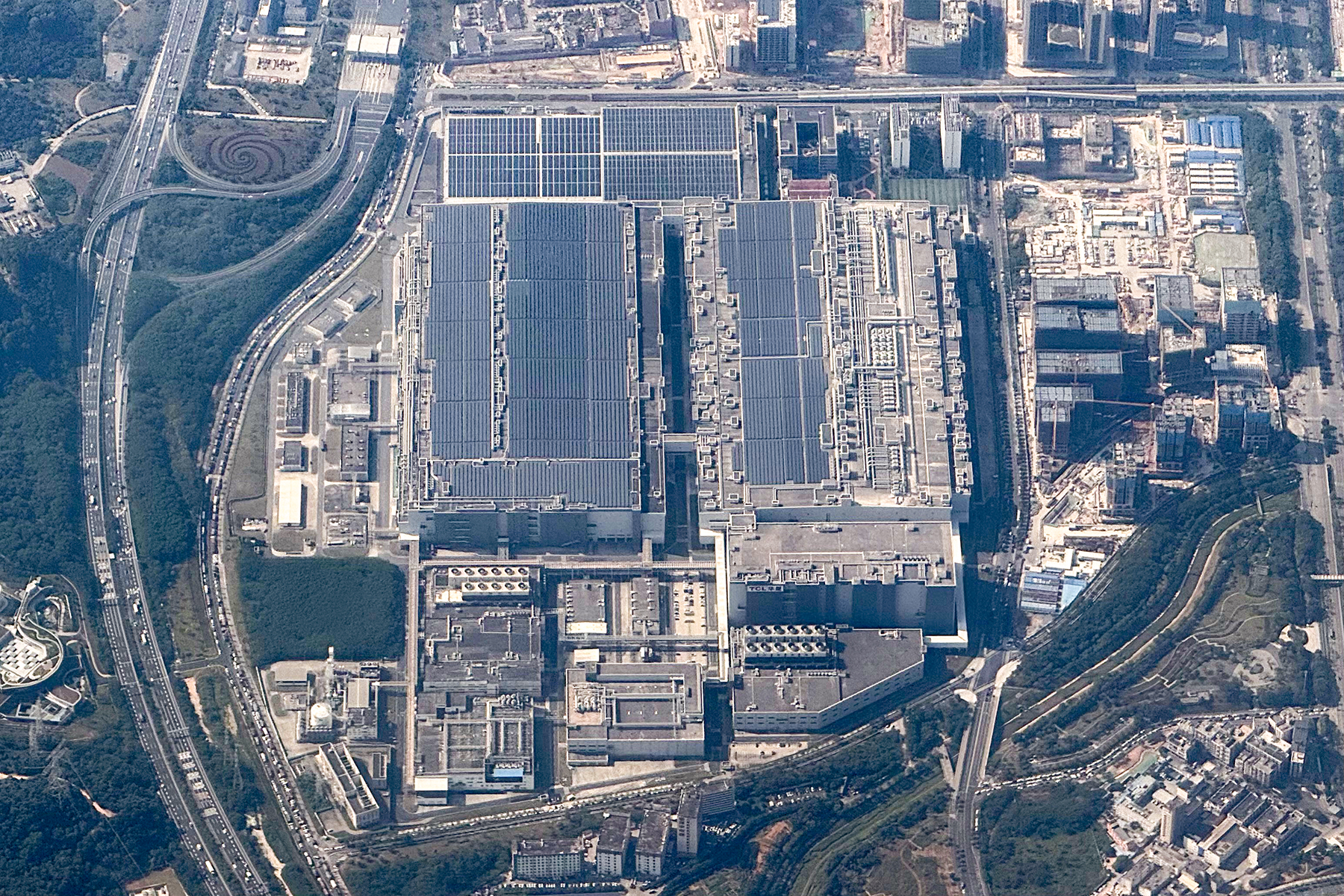
位于深圳市光明区的TCL华星光电总部

华星光电，全称TCL华星光电技术有限公司，总部位于深圳，是TCL集團企業的成員之一，也是中国第二大显示器生产厂商。目前在深圳、武汉、惠州、苏州、广州、蒂魯帕蒂（印度）等地擁有多座生产基地，共計有九条面板生产线、五大模组組裝基地，投资金额超2,600亿人民幣。

## 历史

### 背景
2007年1月，在“自主创新、聚龙腾飞”的旗帜下，创维、 TCL 、康佳、长虹四家中国彩电巨头与深圳市国企——深超科技投资公司联手，在深圳五洲宾馆正式宣布成立“深圳聚龙光电有限公司”，共同进军平板液晶屏领域。后由于四家企业的战略方向出现分歧，最后合作没有落地，TCL决定自己主导该项目，遂成立华星光电。

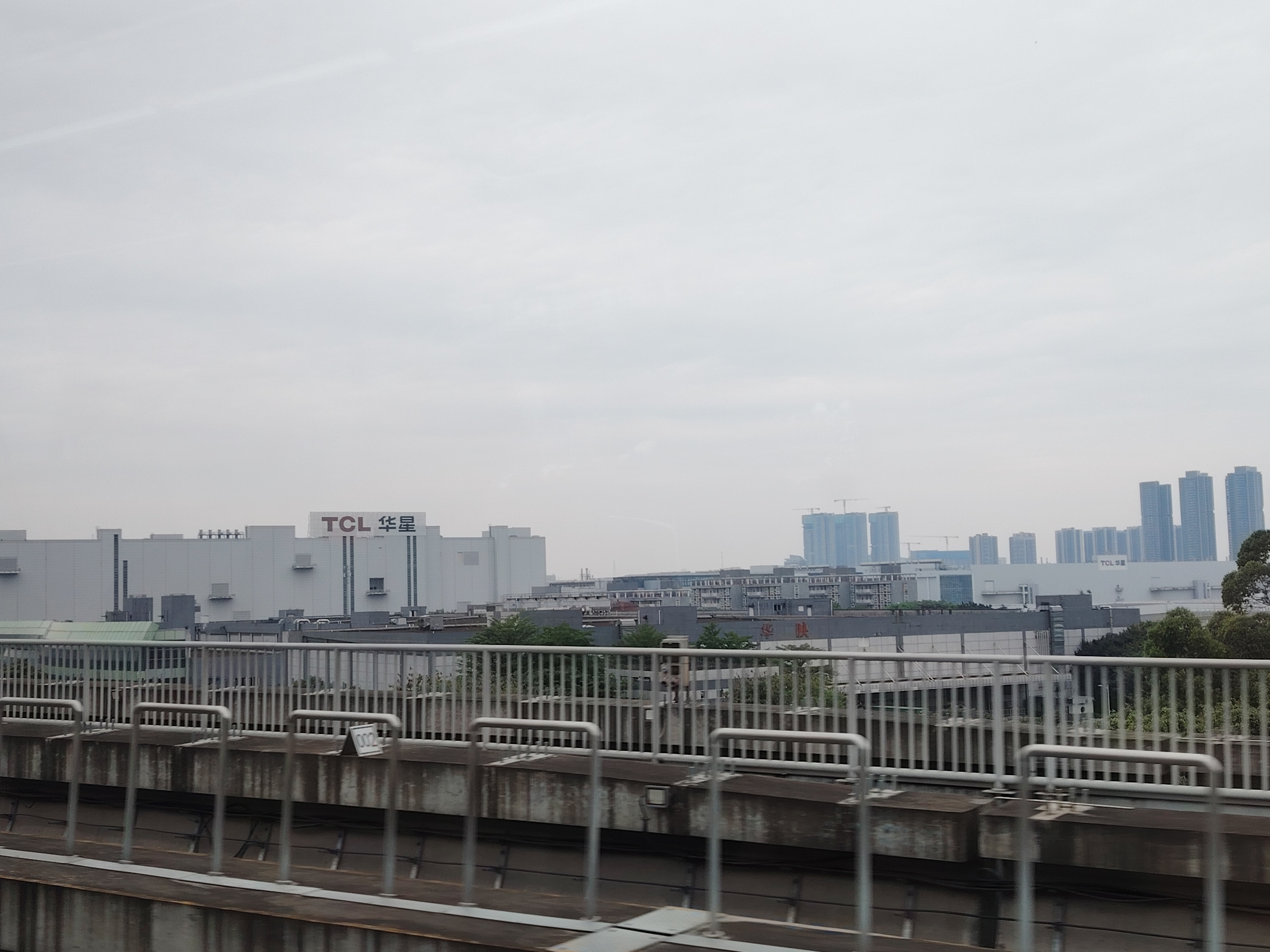
TCL华星深圳光明长圳总厂

### 初创

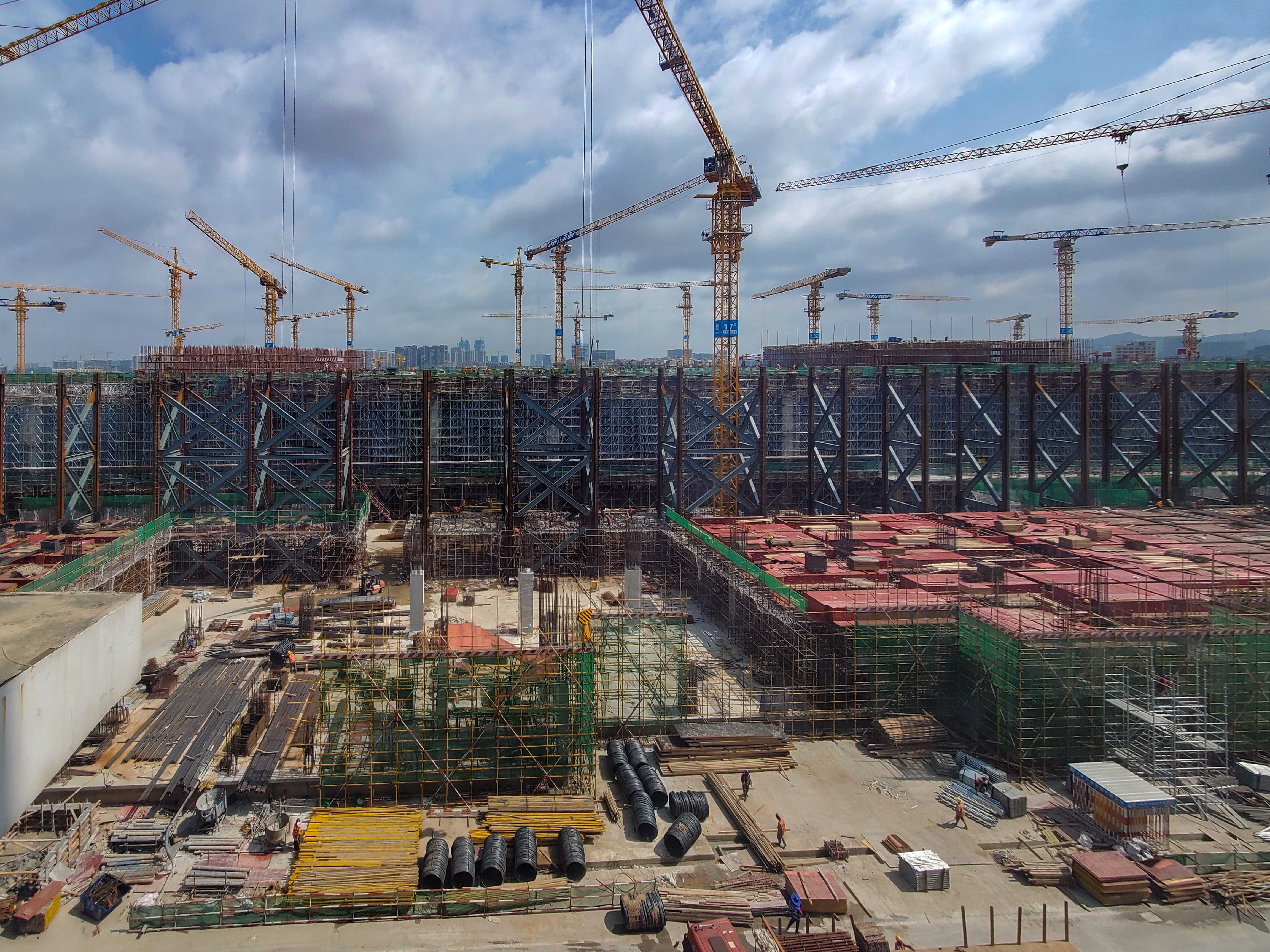
华星光电 T7 的建设现场

2009年11月16日，TCL集团和深圳深超科技投资公司联合，组建了深圳市华星光电技术有限公司，生产第8.5代液晶面板。公司注册资本为100亿元，总投资达245亿元，是当时深圳单笔投资额最大的项目。
2010年1月16日,“华星光电”的第一批8.5代液晶面板厂区在时任广东省委书记汪洋的宣布下动工，这是华南地区首个高世代液晶面板项目。同年底厂房提前封顶,2011年8月进行试产,其主要产品为26英寸、32英寸、46英寸以及55英寸液晶面板,设计产能为每月10万张,年产1400万块。
2011年10月12日开始量产,其主要产品为26英寸至50英寸的液晶面面板,每月加工玻璃基板10万张。
2012年3月,华星光电亮出了自主研制的全球最大11010寸四倍全高清3D液晶显示屏,取名“中华之星”,意在展示“集成成创新”的成果。
2012年10月14日,华星光电8.5代液品面板项目提前33个月超越10万片的设计满载产能。

#### 发展与扩张

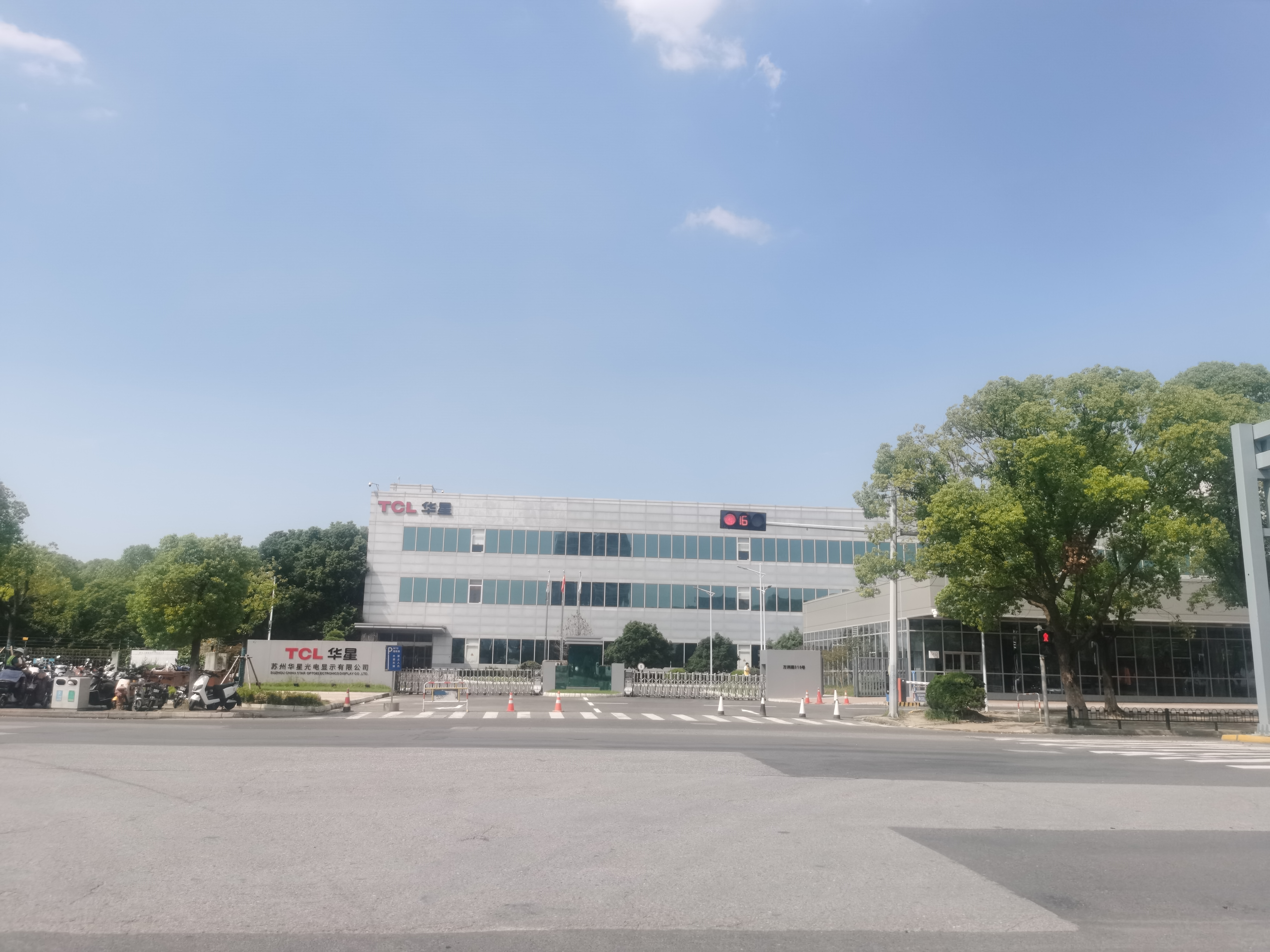
位于苏州工业园区的苏州华星光电显示有限公司

2013年9月16日，TCL公告，已成功向代表深圳市国资的深超公司收购其持有的30%华星光电股份。
2016年11月,总投资538亿元的华星光电11代项目在光明新区开工建设,一度成为深圳建市以来投资最大的工业项目。
2019年11月4日，TCL集团发布公告称，“深圳市华星光电技术有限公司”正式更名为“TCL 华星光电技术有限公司”
2020年，华星光电宣布收购由三星顯示拥有，在江苏省苏州市设立的合资公司苏州三星电子液晶显示科技有限公司、苏州三星显示有限公司股权，前者为60%，而后者为100%。收购后，上述两家公司分别更名为苏州华星光电科技有限公司、苏州华星光电显示有限公司。
2022年4月2日，华星光电宣布推出强省电、高续航并支持1~120Hz流畅自然切换无闪屏的WQHD LTPO（低温多晶氧化物）柔性螢幕。